# We Are Legion
We Are Legion（ウィー・アー・リージョン）は、ハッカー集団アノニマスを題材に米Luminant Media社が制作したドキュメンタリー映画。副題込みで「We Are Legion: The Story of the Hacktivists」と記載される。Luminant Media社による正式な邦題はあったものの、NHKがテレビ放送した際には「アノニマス～“ハッカー”たちの生態～」と意訳された。

## 概要
93分続くドキュメンタリー映画作品で、関連ニュース番組、複数人の元アノニマス（逮捕者およびその家族含む）、複数人の現アノニマス、アノニマスを研究している大学教授、関係が深いマスコミ記者などの専門家やアノニマスに攻撃されたセキュリティ会社元社長など複数のインタビュー取材を集積したものでアノニマスの真相に迫る作品として日本ではNHKが2013年3月5日に日本語題「アノニマス～“ハッカー”たちの生態～」として放送した。かつて日本語字幕を付け短く編集された編集版がYoutubeにアップロードされ公開されていた。LAダウンタウン映画祭　最優秀ドキュメンタリー賞ほか複数の受賞が公式HP上にて確認できる。公式サイトには「私たちは多数あるハクティビストの物語」つまり続編の制作を発表している。「We Are Legion」は、アノニマスが聖書の一節を捩って自らを称した句であり、『我々は軍団である』を意味し、副題に付けられた Hacktivists（ハクティビスト）とは、ハクティビズムと呼ばれるハッカー思想の実践者を指す。

## 出演者
- ガブリエラ・コールマン　（マギル大学教授）
- ピーター・ファイン（アノニマスメンバー・テレコミックスメンバー）
- グレッグ・ハウシュ（ネット活動家）
- バレット・ブラウン（元アノニマス協力者）
- リチャード・シーム（テクノロジー関連著作家／講演家）
- スティーヴン・レヴィー（ハッカーズ著者）
- クリス・ワイソパル（ハッカー集団ロフトの元メンバー）
- ライアン・シンゲル（wired.com編集者）
- ティム・ホワン（ROFLCon共同創始者）
- エイドリアン・チェン（gawker.comスタッフライター）
- ヴェンデッタ（プロジェクト・チャノロジー　メンバー）
- マイク・ヴィターリ（プロジェクト・チャノロジー　メンバー）
- ブライアン・メッテンブリンク（元アノニマス・逮捕者）
- ブライアンの母
- コマンダーXを名乗るアノニマス
- メルセデス・ヘファー（ネット活動家・元アノニマス・逮捕者）
- アーロン・バー（セキュリティー企業　HGゲイリー・フェデラルen:HBGary元CEO)
- ジェリコ（セキュリティ専門家）
- ジョシュア・コーマン（セキュリティー戦略家／哲学者）
- クイン・ノートン（wired.comライター）
- その他複数のアノニマスたち

## 関連
- 4chan
- ハッキング
- アノニマス